# Swype
Swype (змін. від англ. swipe — проводити не відриваючи, ковзати і англ. англ. Type — писати, набирати текст) — метод введення тексту, не відриваючи палець від «кнопок клавіатури» на сенсорному екрані. Винахідником методу є Кліфф Кушлер (Cliff Kushler), автор системи інтелектуального введення тексту T9.

## Опис
Swype був розроблений для телефонів з сенсорним екраном, що відображає традиційну клавіатуру QWERTY / ЙЦУКЕН, і дозволяє користувачу вводити слово, ковзаючи пальцем від букви до букви, піднімаючи палець тільки в проміжку між словами. Для вгадування слова Swype використовує алгоритм виправлення помилок і лінгвістичну модель мови. У Swype також доступна опція інтелектуального введення тексту (передбачення слова що вводиться за першими літерами).
Основними модулями програми є аналізатор траєкторії руху пальця по екрану, система пошуку слів у відповідній базі даних і власне інтерфейс Swype. Перша програма була розроблена для платформи Windows Mobile. Зараз існують версії для Android і Symbian, а також Bada (Не у всіх версіях і не у всіх моделях апаратів). Розмір програми становить близько 1 Мб в залежності від операційної системи.

### Швидкість вводу
Творці Swype вважають, що користувачі можуть набирати більше 30-40 слів за хвилину. 22 березня 2010 при використанні технології Swype був встановлений рекорд Гіннеса по найшвидшому набору тексту на телефоні з сенсорним екраном. Фраза «The razor-toothed piranhas of the genera Serrasalmus and Pygocentrus are the most ferocious freshwater fish in the world. In reality they seldom attack a human» була набрана за 35,54 секунд!

### Доступні мови
Станом на 2015 рік, Swype надає доступ до 71 завантажувальних клавіатураних мов та 36 мов Dragon Dictation (пропріетарної системи розпізнавання мовлення компанії Nuance). Dragon Dictation доступний лише у Android версії Swype, у iOS цьої функції немає.
Список доступних клавіатур:
1. Англійська (Велика Британія)
2. Англійська (США)
3. Арабська
4. Баскська
5. Болгарська
6. В'єтнамська
7. Галіційська
8. Голландська
9. Грецька
10. Данська
11. Естонська
12. Іврит
13. Індонезійська
14. Ісландська
15. Іспанська
16. Італійська
17. Каталонська
18. Китайська традиційна
19. Китайська(спрощена)
20. Корейська
21. Латвійська
22. Литовська
23. Малайська
24. Мова урду
25. Німецька
26. Норвезька (букмол)
27. Норвезька (нюнорськ)
28. Польська
29. Португальська (Бразилія)
30. Португальська (Португалія)
31. Російська
32. Румунська
33. Сербська (латиниця КБ)
34. Словацька
35. Словенська
36. Тайська
37. Турецька
38. Угорська
39. Українська
40. Фарсі
41. Фінська
42. Франко-канадська
43. Французька
44. Хорватська
45. Чеська
46. Шведська
47. Японська

## Доступність
Swype спочатку постачався з телефонами на платформі Windows Mobile: Omnia II, HTC HD2; з телефонами на платформі Android: Galaxy S/Galaxy Tab, Galaxy 550, Motorola Droid X, Motorola Droid 2, Motorola CLIQ (XT).
Компанія Swype планує надавати користувачам можливість установки програми на телефони з сенсорним екраном незалежно від підтримки програми виробниками телефонів. 16 червня 2010 була розроблена бета-версія програми для телефонів Android без встановленої програми Swype. 16 жовтня 2010 Випущено версію Swype для Symbian^3 (доступна в магазині Ovi). Доступна бета-версія для телефонів Symbian S60.